# Széleslevelű gyapjúsás
A széleslevelű gyapjúsás (Eriophorum latifolium) a palkafélék (Cyperaceae) családjába tartozó Magyarországon védett növényfaj.

## Leírása

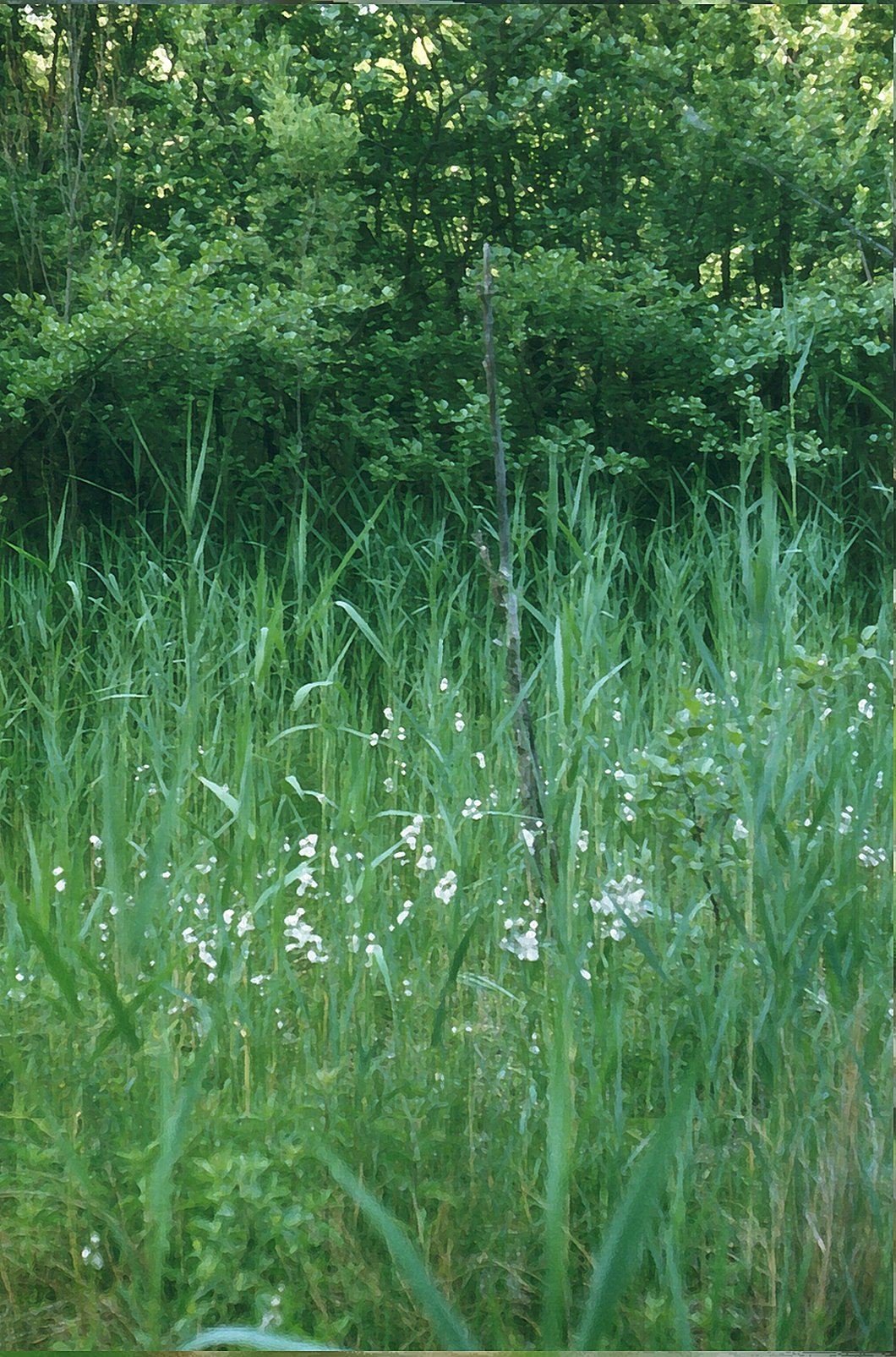
A széleslevelű gyapjúsás a Vértesben, a síkvölgyi lápréten

30–60 cm magas évelő, szára háromszögletű. A levéllemez lapos, 2–8 mm széles. A szár csúcsán több végálló, 1–2 cm hosszú füzérke van, kocsányuk érdes. A pelyva egyerű, vörösesbarna. A füzérkékből éréskor hosszan kinyúlnak a lepelsertékből kialakuló hófehér szőrök. Április-májusban virágzik.

## Élőhelye
Lápréteken, magassásosokban, mocsárréteken, forráslápokban.